# Pietro V del Portogallo
Pietro V di Braganza-Coburgo (Lisbona, 16 settembre 1837 – Lisbona, 11 novembre 1861), detto lo Speranzoso, fu il 31º re del Portogallo e delle Algarve dal 1853 al 1861.

## Biografia

### Infanzia
Pietro era figlio della regina Maria II e del principe Ferdinando di Sassonia-Coburgo-Gotha-Kohary, co-regnante assieme alla moglie.

### Ascesa al trono
Pietro divenne Re ad appena sedici anni, il 15 novembre 1853 alla morte della madre, sotto la reggenza del padre sino al 1855. Suo padre giocò un ruolo chiave all'inizio del suo regno, operando in sua vece e realizzando grandi opere pubbliche che rinsaldarono il legame tra la monarchia e il sovrano, legami che si erano compromessi sotto il regno di sua madre. Il 16 settembre 1855 venne ufficialmente incoronato.

### Regno

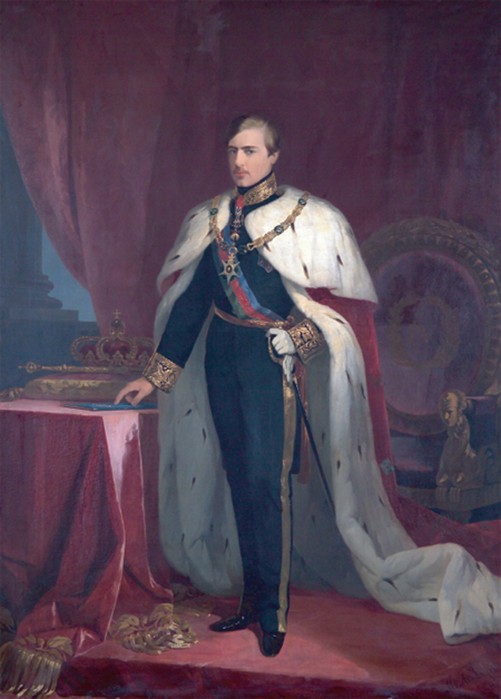
Pietro V, re del Portogallo, ritratto da Miguel Ângelo Lupi nel 1860

Una volta ottenuta la piena reggenza del trono portoghese uno dei suoi primi atti fu nel 1856 l'occupazione dell'Angola settentrionale e l'abolizione della schiavitù. Pietro V si dimostrò un monarca coscienzioso e lavoratore, interessandosi del progresso del proprio Paese: sotto il suo regno strade, telegrafi e ferrovie vennero costruiti per accrescere il benessere pubblico. Per questo egli era molto amato dal popolo, e ancora di più lo fu per la propria attenzione al problema sanitario dopo lo scoppio dell'epidemia di colera, durante la quale si recò in visita agli ospedali principali del Portogallo, portando doni per i malati.
Tutto questo fece perdere la vita al giovane re, che trovò la morte proprio nell'epidemia del 1861 assieme ai suoi fratelli Ferdinando e Giovanni e ad altri membri della famiglia reale.

### Matrimonio
Il 18 maggio del 1858 Pietro sposò Stefania di Hohenzollern-Sigmaringen, figlia del principe Carlo Antonio di Hohenzollern-Sigmaringen e della principessa Giuseppina di Baden.

### Morte
Entrambi gli sposi morirono pochi anni dopo il loro matrimonio: Stefania solo un anno dopo nel 1859 e Pietro, che non si risposò, nel 1861. Non avendo avuto figli gli succedette il fratello minore Luigi con il nome di Luigi I.

## Ascendenza
|                                       |                            |                                         | Genitori                               |  |  | Nonni |  |  | Bisnonni                                        |  |  | Trisnonni                                     |  |
|                                       |                            |                                         |                                        |  |  |       |  |  | Francesco Federico di Sassonia-Coburgo-Saalfeld |  |  | Ernesto Federico di Sassonia-Coburgo-Saalfeld |  |
|                                       |                            |                                         |                                        |  |  |       |  |  | Francesco Federico di Sassonia-Coburgo-Saalfeld |  |  | Ernesto Federico di Sassonia-Coburgo-Saalfeld |  |
|                                       |                            | Sofia Antonia di Brunswick-Wolfenbüttel |                                        |  |  |       |  |  | Francesco Federico di Sassonia-Coburgo-Saalfeld |  |  |                                               |  |
| Ferdinando di Sassonia-Coburgo-Kohary |                            |                                         |                                        |  |  |       |  |  | Francesco Federico di Sassonia-Coburgo-Saalfeld |  |  |                                               |  |
|                                       |                            | Augusta di Reuss-Ebersdorf              | Enrico XXIV di Reuss-Ebersdorf         |  |  |       |  |  |                                                 |  |  |                                               |  |
|                                       |                            | Augusta di Reuss-Ebersdorf              | Enrico XXIV di Reuss-Ebersdorf         |  |  |       |  |  |                                                 |  |  |                                               |  |
|                                       |                            | Augusta di Reuss-Ebersdorf              | Carolina Ernestina di Erbach-Schönberg |  |  |       |  |  |                                                 |  |  |                                               |  |
| Ferdinando II del Portogallo          |                            | Augusta di Reuss-Ebersdorf              |                                        |  |  |       |  |  |                                                 |  |  |                                               |  |
|                                       |                            | Ferenc József di Koháry                 | Ignaz II József Csabragi di Koháry     |  |  |       |  |  |                                                 |  |  |                                               |  |
|                                       |                            | Ferenc József di Koháry                 | Ignaz II József Csabragi di Koháry     |  |  |       |  |  |                                                 |  |  |                                               |  |
|                                       |                            | Ferenc József di Koháry                 | Maria Gabriella Cavriani               |  |  |       |  |  |                                                 |  |  |                                               |  |
| Maria Antonia di Koháry               |                            | Ferenc József di Koháry                 |                                        |  |  |       |  |  |                                                 |  |  |                                               |  |
|                                       |                            | Maria Antonia di Waldstein              | Giorgio Cristiano di Waldstein         |  |  |       |  |  |                                                 |  |  |                                               |  |
|                                       |                            | Maria Antonia di Waldstein              | Giorgio Cristiano di Waldstein         |  |  |       |  |  |                                                 |  |  |                                               |  |
|                                       |                            | Maria Antonia di Waldstein              | Maria Isabella di Ulfeldt              |  |  |       |  |  |                                                 |  |  |                                               |  |
| Pietro V del Portogallo               |                            | Maria Antonia di Waldstein              |                                        |  |  |       |  |  |                                                 |  |  |                                               |  |
|                                       | Giovanni VI del Portogallo | Pietro III del Portogallo               |                                        |  |  |       |  |  |                                                 |  |  |                                               |  |
|                                       | Giovanni VI del Portogallo | Pietro III del Portogallo               |                                        |  |  |       |  |  |                                                 |  |  |                                               |  |
|                                       | Giovanni VI del Portogallo | Maria I del Portogallo                  |                                        |  |  |       |  |  |                                                 |  |  |                                               |  |
| Pietro I del Brasile                  | Giovanni VI del Portogallo |                                         |                                        |  |  |       |  |  |                                                 |  |  |                                               |  |
|                                       |                            | Carlotta Gioacchina di Borbone-Spagna   | Carlo IV di Spagna                     |  |  |       |  |  |                                                 |  |  |                                               |  |
|                                       |                            | Carlotta Gioacchina di Borbone-Spagna   | Carlo IV di Spagna                     |  |  |       |  |  |                                                 |  |  |                                               |  |
|                                       |                            | Carlotta Gioacchina di Borbone-Spagna   | Maria Luisa di Borbone-Parma           |  |  |       |  |  |                                                 |  |  |                                               |  |
| Maria II del Portogallo               |                            | Carlotta Gioacchina di Borbone-Spagna   |                                        |  |  |       |  |  |                                                 |  |  |                                               |  |
|                                       |                            | Francesco II d'Asburgo-Lorena           | Leopoldo II d'Asburgo-Lorena           |  |  |       |  |  |                                                 |  |  |                                               |  |
|                                       |                            | Francesco II d'Asburgo-Lorena           | Leopoldo II d'Asburgo-Lorena           |  |  |       |  |  |                                                 |  |  |                                               |  |
|                                       |                            | Francesco II d'Asburgo-Lorena           | Maria Luisa di Borbone-Spagna          |  |  |       |  |  |                                                 |  |  |                                               |  |
| Maria Leopoldina d'Asburgo-Lorena     |                            | Francesco II d'Asburgo-Lorena           |                                        |  |  |       |  |  |                                                 |  |  |                                               |  |
|                                       |                            | Maria Teresa di Borbone-Due Sicilie     | Ferdinando I delle Due Sicilie         |  |  |       |  |  |                                                 |  |  |                                               |  |
|                                       |                            | Maria Teresa di Borbone-Due Sicilie     | Ferdinando I delle Due Sicilie         |  |  |       |  |  |                                                 |  |  |                                               |  |
|                                       |                            | Maria Teresa di Borbone-Due Sicilie     | Maria Carolina d'Asburgo-Lorena        |  |  |       |  |  |                                                 |  |  |                                               |  |
|                                       |                            | Maria Teresa di Borbone-Due Sicilie     |                                        |  |  |       |  |  |                                                 |  |  |                                               |  |